# Ettadhamen-Mnihla
Ettadhamen-Mnihla è una municipalità della Tunisia. Fa parte dell'agglomerato urbano di Tunisi e del governatorato di Ariana.
È formata da due insediamenti, Ettadhamen (che in arabo significa solidarietà) e Mnihla, la cui creazione risale agli anni settanta, dovuta all'incremento della popolazione metropolitana.